# Dubbelspel (lied)
Dubbelspel is een lied van de Nederlandse rapper Mula B in samenwerking met de Nederlandse rapper en zanger Jonna Fraser. Het werd in 2022 als single uitgebracht en stond in hetzelfde jaar als tweede track op het album Prix d'ami van Mula B.

## Achtergrond
Dubbelspel is geschreven door Rangel Silaev, Hicham Gieskes, Iliass Takditi en Jonathan Jeffrey Grando en geproduceerd door IliassOpDeBeat. Het is een nummer dat past in het genre nederhop met effecten uit de emo rap en trap. In het lied rappen en zingen de artiesten over hoe ze de mensen om hun heen niet kunnen vertrouwen, omdat ze dubbelspel plegen. Ze zijn er niet alleen voor de persoon, maar ook voor de bekendheid en het geld. 
Het is niet de eerste keer dat de twee artiesten met elkaar samenwerken. Dit deden zij eerder al op On set.

## Hitnoteringen
De artiesten hadden bescheiden succes met het lied in Nederland. Het stond op de 72e plaats van de Single Top 100 in de enige week dat het in deze hitlijst te vinden was. De Top 40 en haar Tipparade werden niet bereikt.